# Hellmuth von Ruckteschell
Hellmuth Max von Ruckteschell (Eilbek, 23 aprile 1890 – Amburgo, 26 giugno 1948) è stato un militare tedesco.
Ufficiale della Marina tedesca imbarcato sui sommergibili durante la prima guerra mondiale, venne decorato della Croce di Cavaliere dell'Ordine di Hohenzollern con spade per aver affondato 22 navi per un totale di 27460 t. Poco dopo lo scoppio della seconda guerra mondiale assunse il comando dell’incrociatore ausiliario Widder, con il quale compì una missione nell’Oceano Atlantico affondando a catturando 58 644 tonnellate di navi nemiche. Nel 1942 assunse il comando dell’incrociatore ausiliario Michel con il quale effettuò una missione che terminò in Giappone il 1º marzo 1943, dopo aver affondato o catturato quindici navi nemiche per 94 233 tonnellate di stazza lorda. Insignito della Croce di Cavaliere della Croce di Ferro con fronde di quercia, dopo al fine del conflitto fu processato da un tribunale militare inglese per crimini di guerra e condannato a dieci anni di reclusione.

## Biografia
Nacque il 23 aprile 1890 ad Eilbek, un quartiere della città di Amburgo, figlio del dottore in teologia Carl Nicolai Sergius von Ruckteschell e della baronessa Catherina Hélène von Engelhardt. Al termine degli studi ginnasiali, nel gennaio 1909 si arruolò come nella Kaiserliche Marine, divenendo. Il 1º ottobre 1911 si imbarcò come Seekadett sull’incrociatore da battaglia Von der Tann, dove rimase fino al 1916, con il grado di Oberleutnant zur See fu trasferito alla specialità sommergibili. Dapprima prestò servizio come Primo ufficiale sui battelli U-3 e U-57, e nel luglio 1917 assunse il comando del sommergibile UB-34, passando poi, nel marzo 1918, a quello dell’ U-54. Si guadagnò subito la reputazione di comandante eccessivamente aggressivo, e per questo fatto fu collocato sulla lista nera redatta dai funzionari delle potenze alleate in quanto accusato di aver violato le leggi di guerra.
Dopo la fine della prima guerra mondiale lasciò la marina il 24 novembre 1919, e subito dopo la Germania per sfuggire alle persecuzioni subite dagli ex membri degli equipaggi dei sommergibili da parte dalle nazioni vincitrici. Visse per diversi anni a Göteborg, in Svezia e poi in Lapponia, Finlandia, guadagnandosi da vivere come boscaiolo e poi geometra, prima di ritornare in Germania sotto falso nome nei primi anni trenta guadagnandosi da vivere come falegname, e poi come carpentiere.

### La seconda guerra mondiale
Richiamato in servizio nella Kriegsmarine nell'agosto 1938 con il grado di Kapitänleutnant della riserva, e poco dopo lo scoppio della seconda guerra mondiale, il 5 settembre 1939 assunse il comando di un posamine ausiliario Cobra. Promosso Korvettenkapitän andò a Brema per assumere poi il comando dell'incrociatore ausiliario Widder con cui, a partire dal 5 maggio 1940, salpò per l'Oceano Atlantico attraverso lo stretto di Danimarca, iniziando una crociera di cinque mesi in cui affondò o catturò dieci navi mercantili nemiche per un totale di 58 644 tonnellate di stazza lorda. Rientrato nel porto di Brest il 31 ottobre, si rifiutò di eseguire l'ordine dell'alto comando di trasferire ad Amburgo il Widder, in quanto riteneva troppo rischioso attraversare il canale della Manica, intensamente controllato dai britannici. Il 31 ottobre 1940 fu insignito della Croce di Cavaliere della Croce di Ferro.
Assunse poi il comando dell'incrociatore ausiliario Michel con cui salpò da Cuxhaven per la sua prima crociera operativa il 9 marzo 1942, al termine della quale, il 1º marzo 1943, aveva catturato o affondato quindici navi per 94 233 tonnellate di stazza lorda. Una volta arrivato a Yokohama, in Giappone, su sua richiesta, fu sollevato dal comando per motivi di salute, rimpiazzato dal Kapitän zur See Günther Gumprich. Dopo aver ricevuto le fronde di Quercia sulla Croce di Cavaliere, per il resto del conflitto svolse l’incarico di Addetto navale presso l'Ambasciata tedesca a Tokyo.
Alla fine della guerra fu arrestato dagli inglesi con l'accusa di crimini di guerra per aver fatto sparare sui naufraghi di alcune delle navi mercantili da lui affondate, e riportato ad Amburgo, in Germania, per essere processato da un tribunale militare. Condannato a dieci anni di reclusione fu rinchiuso nella prigione di Fuhlsbüttel, dove si spense il 26 giugno 1948.

### Annotazioni
1. ↑  Questo contrastava con la sua natura colta e artistica, dal momento che era un avido lettore di libri, amava la musica classica, ed era stato allievo di Rudolf Steiner per l’Antroposofia.
2. ↑  Una ex nave da crociera della HAPAG requisita.

### Fonti
1. 1 2  Carr 2004, p. 35.
2. ↑  Carr 2004, p. 36.
3. 1 2  Carr 2004, p. 37.
4. ↑  Carr 2004, p. 38.
5. ↑  Carr 2004, p. 42.
6. ↑  Carr 2004, p. 46.
7. ↑  Carr 2004, p. 48.
8. ↑  Carr 2004, p. 90.
9. ↑  Carr 2004, p. 75.
10. ↑  Carr 2004, p. 76.
11. ↑  Carr 2004, p. 57.
12. ↑  Carr 2004, p. 58.
13. ↑  Brennecke 2001, p. 8.
14. 1 2 3 4  Williamson 2012, p. 22.
15. ↑  Williamson 2012, p. 23.
16. ↑  Brennecke 2001, p. 315.
17. 1 2  Law-Reports of Trials of War Criminals, Volume IX, 1949, p. 82.
18. ↑  Brennecke 2001, p. 379.
19. 1 2 3 4 5 6 7 8 9 10 11  Dörr 1996, pp. 185-187.